# Synthliboramphus
Synthliboramphus é um gênero de aves marinhas na família dos alcídeos que habitam litorais no Pacífico Norte. O nome comum para as aves deste género é mérgulo.

## Espécies
- Mérgulo-de-guadalupe Synthliboramphus hypoleucus
- Mérgulo-da-califórnia Synthliboramphus scrippsi
- Mérgulo-d'asa-escura Synthliboramphus craveri
- Mérgulo-ancião Synthliboramphus antiquus
- Mérgulo-japonês Synthliboramphus wumizusume